# アドルフ・オックス
アドルフ・サイモン・オックス（Adolph Simon Ochs、1858年3月12日 - 1935年4月8日）は、アメリカ合衆国の新聞発行人であり、『ニューヨーク・タイムズ』紙などのオーナーである。

## 若年期と初期のキャリア
オックスはオハイオ州シンシナティのドイツ系ユダヤ人の家庭に生まれた。両親ともにドイツからの移民だった。父のユリウス(Julius)はバイエルンの出身で、1846年に渡米した。ユリウスは高度な教育を受け、6つの言語に堪能であり、南部各地の学校で教師をしていた。南北戦争中は北軍を支持していた。母のベルタ（Bertha、旧姓レビ(Levy)）はプファルツ地方の出身で、1848年革命の際に難民として渡米した。1853年にユリウスと結婚するまではアメリカ南部に住んでおり、南北戦争では南部に同情的だった。しかし、考え方の違いはあっても2人が離婚することはなかった。
南北戦争終結後、一家はテネシー州ノックスビルに引っ越した。ノックスビルでアドルフは公立学校に通い、空いた時間には新聞配達をした。11歳のとき、『ノックスビル・クロニクル』紙の編集者ウィリアム・ルールのもとで雑用係として働いた。1871年にはロードアイランド州プロビデンスで食料品店の店員をしながら夜間学校に通った。その後、ノックスビルに戻り、しばらくの間薬屋の見習いをしていた。1872年、『ノックスビル・クロニクル』紙に戻って印刷見習い工(printer's devil)となり、編集部での様々な雑用を行った。
父親はノックスビルの小さなユダヤ人コミュニティの宗教指導者であり、その収入を補うためにオックスの兄弟たちも同じ新聞社で働いていた。『ノックスビル・クロニクル』紙はノックスビルで唯一の共和党支持・リコンストラクション支持の新聞だったが、オックスは、南軍の積極的な支持者であった詩人のエイブラム・ジョセフ・ライアン神父を同社の顧客にしていた。
オックスは19歳の時、家族から借りた250ドルで『チャタヌーガ・タイムズ』の支配権を買収し、その発行人になった。翌年、オックスは『トレーズマン』(The Tradesman)というビジネス紙を創刊した。また、南部アソシエイテッド・プレスの共同創設者の一人となり、その社長を務めた。

## ニューヨーク・タイムズ
1896年、38歳の時、『ニューヨーク・タイムズ』の記者ヘンリー・アロウェイから、財務上の損失とニューヨーク市内の競合他社の多さから、同紙を格安で買収することができると助言を受けた。オックスは7万5千ドルで『ニューヨーク・タイムズ』紙を買収した。ニューヨーク・タイムズ・カンパニーを設立して、その過半数の株式を保有し、強固な財務基盤を築いた。

1904年、オックスはカー・ヴァン・アンダを編集主幹(managing editor)として雇った。当時の新聞が公然と党派性の高い記事を掲載していた中で、『ニューヨーク・タイムズ』は客観的なジャーナリズムを重視する姿勢を示し、また、価格を3セントから1セントに下げたことで、ほぼ忘れ去られていた新聞から脱却した。『ニューヨーク・タイムズ』の読者数は、買収時の9,000人から1920年代には78万人にまで増加した。『ニューヨーク・タイムズ』が1面に掲げているモットーである"All the News That's Fit to Print"（印刷に値するニュースは全て掲載する）を考案したのもオックスである。
1904年、オックスはニューヨーク・タイムズの本社をマンハッタンのロングエーカー・スクエアに新しく建設されたビル（現在のワン・タイムズスクエア）に移転した。同年、この広場の名称はタイムズスクエアに変更された。同年の年越しのときに、オックスはビルをライトアップするために花火を打ち上げさせ、毎年の恒例となった。
1921年8月18日、組織改編から25年を迎えた『ニューヨーク・タイムズ』のスタッフは1,885名だった。独立した民主党系の出版物として分類されていたが、ウィリアム・ジェニングス・ブライアンの大統領選挙運動には一貫して反対していた。ニュースの公平性、編集の節度、充実した海外報道などにより、アメリカのジャーナリズムの中で高い地位を確保し、全米で広く読まれ、影響力を持つようになった。
1901年、オックスはフィラデルフィアの『タイムズ』紙の経営者兼編集者となり、後に同州の『パブリック・レジャー』(Public Ledger)紙と合併した。1912年にサイラス・H・K・カーティスに売却した。
ヴォルフガング・ディッシュによると、「広告に費やされたお金の50%以上が浪費されており、印刷のインクの無駄遣いであると私は断言する」というオックスの最も有名な言葉は、1916年になされたものである。これは、ジョン・ワナメイカーのものとされる、マーケティングに関する言葉である「広告費の半分が金の無駄遣いに終わっている事はわかっているが、どっちの半分が無駄なのかが分からない」に由来するものと見られている。

## 宗教的活動
1928年、オックスは両親を偲んでチャタヌーガにシナゴーグ・ミズパ・コングレゲーションを建立した。ジョージアン様式の建物で、1979年にテネシー歴史保存地区に指定された。
オックスは反ユダヤ主義に反対する活動に従事していた。オックスは、初期の名誉毀損防止同盟で活動し、その執行委員を務めた。また、『ニューヨーク・タイムズ』の発行人としての影響力を利用して、ユダヤ人を不当に風刺しないよう、全米の新聞社を説得した。

## 死去
オックスは、1935年4月8日、チャタヌーガを訪問中に死去した。遺体は、ニューヨーク州ウェストチェスター郡ヘイスティングス＝オン＝ハドソンのテンプル・イスラエル墓地に埋葬されている。

## 家族

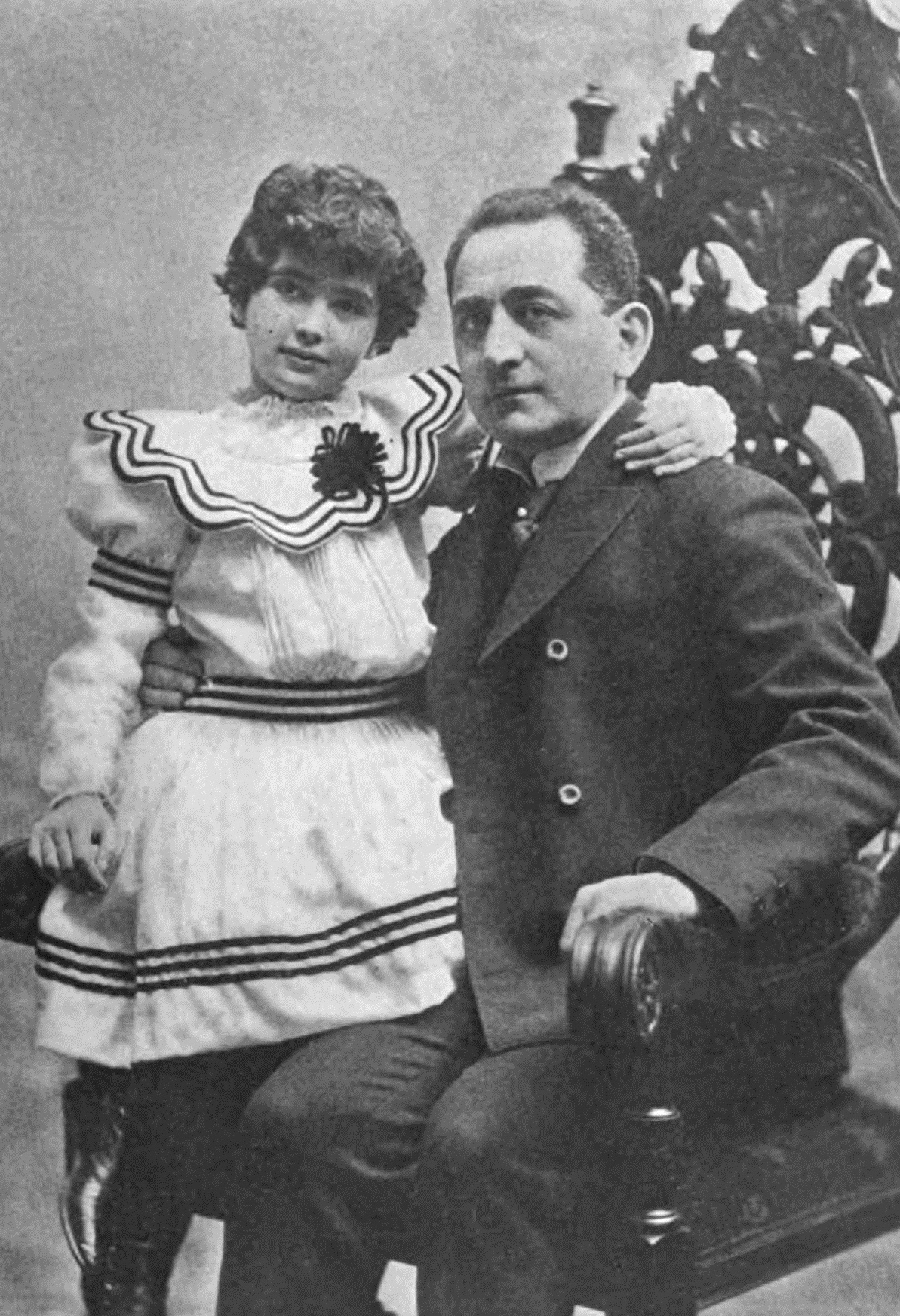
オックスと娘のイフィゲネ。1902年頃。

1884年、オックスは、シンシナティのラビであるアイザック・メイアー・ワイズの娘のエフィー・ワイズ(Effie Wise)と結婚した。アイザック・メイアー・ワイズは、アメリカのユダヤ教改革派の第一人者であり、ヘブライ・ユニオン・カレッジの創設者でもある。オックスの子供は娘のイフィゲネ1人だけだった。
イフィゲネはアーサー・ヘイズ・サルツバーガーと結婚し、アドルフの死後はアーサーが『ニューヨーク・タイムズ』の発行人となった。アーサーは長子のマリアンと結婚したオービル・ドライフースに1961年に発行人の職を譲ったが、1963年にオービルが死去したため、長男のアーサー・オックス・"パンチ"・サルツバーガーをその後継とした。次女のルースは、『チャタヌーガ・タイムズ』紙の発行人になった。ルースの息子のアーサー・ゴールデンは、小説『さゆり』の著者である。
パンチ・サルツバーガーは、1992年に息子（オックスの曾孫）のアーサー・オックス・サルツバーガー・ジュニアに『ニューヨーク・タイムズ』発行人の職を譲った。アーサー・ジュニアは、2017年に息子のA・G・サルツバーガーにその職を譲った。
オックスの甥の1人のジュリアス・オックス・アドラーは40年以上『ニューヨーク・タイムズ』で勤務し、オックスの死後の1935年に同社のゼネラル・マネージャーになった。別の甥のジョン・バートラム・オークスは、弟ジョージ・ワシントン・オックス・オークスの息子で、1961年から1976年まで『ニューヨーク・タイムズ』紙の社説面を担当した。